# Lagos International 2024
Die Lagos International 2024 im Badminton fanden vom 28. August bis zum 31. August 2024 in Lagos statt.

## Sieger und Platzierte
| Veranstaltung | Gold                                                 | Silber                                     | Bronze                                             |
| ------------- | ---------------------------------------------------- | ------------------------------------------ | -------------------------------------------------- |
| Herreneinzel  | Lê Đức Phát                                          | Samarveer                                  | Aditya Gupta                                       |
| Herreneinzel  | Lê Đức Phát                                          | Samarveer                                  | Nguyễn Hải Đăng                                    |
| Dameneinzel   | Shreya Lele                                          | Kavipriya Selvam                           | Dorcas Ajoke Adesokan                              |
| Dameneinzel   | Shreya Lele                                          | Kavipriya Selvam                           | Mysha Omer Khan                                    |
| Herrendoppel  | Pruthvi Krishnamurthy Roy Vishnuvardhan Goud Panjala | P. S. Ravikrishna Akshan Shetty            | Hariharan Amsakarunan Ruban Kumar Rethinasabapathi |
| Herrendoppel  | Pruthvi Krishnamurthy Roy Vishnuvardhan Goud Panjala | P. S. Ravikrishna Akshan Shetty            | Jinkan Ifraimu Daniel Philip                       |
| Damendoppel   | Kavipriya Selvam Simran Singhi                       | Vaishnavi Khadkekar Alisha Khan            | Dorcas Ajoke Adesokan Aminat Oluwafunke Ilori      |
| Damendoppel   | Kavipriya Selvam Simran Singhi                       | Vaishnavi Khadkekar Alisha Khan            | Chineye Ibere Uchechukwu Deborah Ukeh              |
| Mixed         | Sathwik Reddy Kanapuram Vaishnavi Khadkekar          | Alhaji Aliyu Shehu Uchechukwu Deborah Ukeh | Julien Maio Léa Palermo                            |
| Mixed         | Sathwik Reddy Kanapuram Vaishnavi Khadkekar          | Alhaji Aliyu Shehu Uchechukwu Deborah Ukeh | Nusa Momoh Ramatu Yakubu                           |